# دنی مورفی
دنی مورفی (به انگلیسی: Danny Murphy) بازیکن فوتبال زادهٔ ۱۸ مارس ۱۹۷۷ اهل انگلستان است که سابقهٔ بازی در تیم ملی فوتبال انگلستان را در کارنامهٔ خود دارد. وی در تاریخ ۱۰ نوامبر ۲۰۰۱ نخستین بازی ملی خود را در مقابل تیم ملی فوتبال سوئد انجام داد و با حضور در ۹ بازی ملی، در تاریخ ۱۶ نوامبر ۲۰۰۳ واپسین بازی ملی‌اش را در برابر تیم ملی فوتبال دانمارک برگزار کرد.
این بازیکن توانسته در بازی‌های ملی، ۱ گل به ثمر برساند.